# Kasempa
Kasempa est une ville de Zambie située dans le district de Kasempa, province Nord-Occidentale. Elle se trouve à 550 km, par la route, de Lusaka, la capitale. Elle est sur la rive ouest de la rivière Lufupa près du parc national de Kafue.

## Population
En décembre 2010, la population, dans un rayon de 7 km à  partir du centre de la ville, était d'environ 10 700 personnes.

## Bâtiments
Les principaux bâtiments de la ville sont l'hôpital général, le marché central, l'école ; on y trouve aussi un aéroport. La ville est au croisement de la route D181 (Mumbwa-Kankwenda) et de la D301 (Kaoma-Kasempa).